# قله مارتنا
قله مارتنا (انگلیسی: Pik Martena) یک قله در استان ایرکوتسک کشور روسیه است.